# Gare de Lexos
Gare de Lexos vasútállomás Franciaországban, Varen településen.

## Vasútvonalak
Az állomást az alábbi vasútvonalak érintik:
- Brive-la-Gaillarde–Toulouse-vasútvonal

## Kapcsolódó állomások
A vasútállomáshoz az alábbi állomások vannak a legközelebb:
- Gare de Cordes - Vindrac
- Gare de Laguépie